# Dieter Wyss

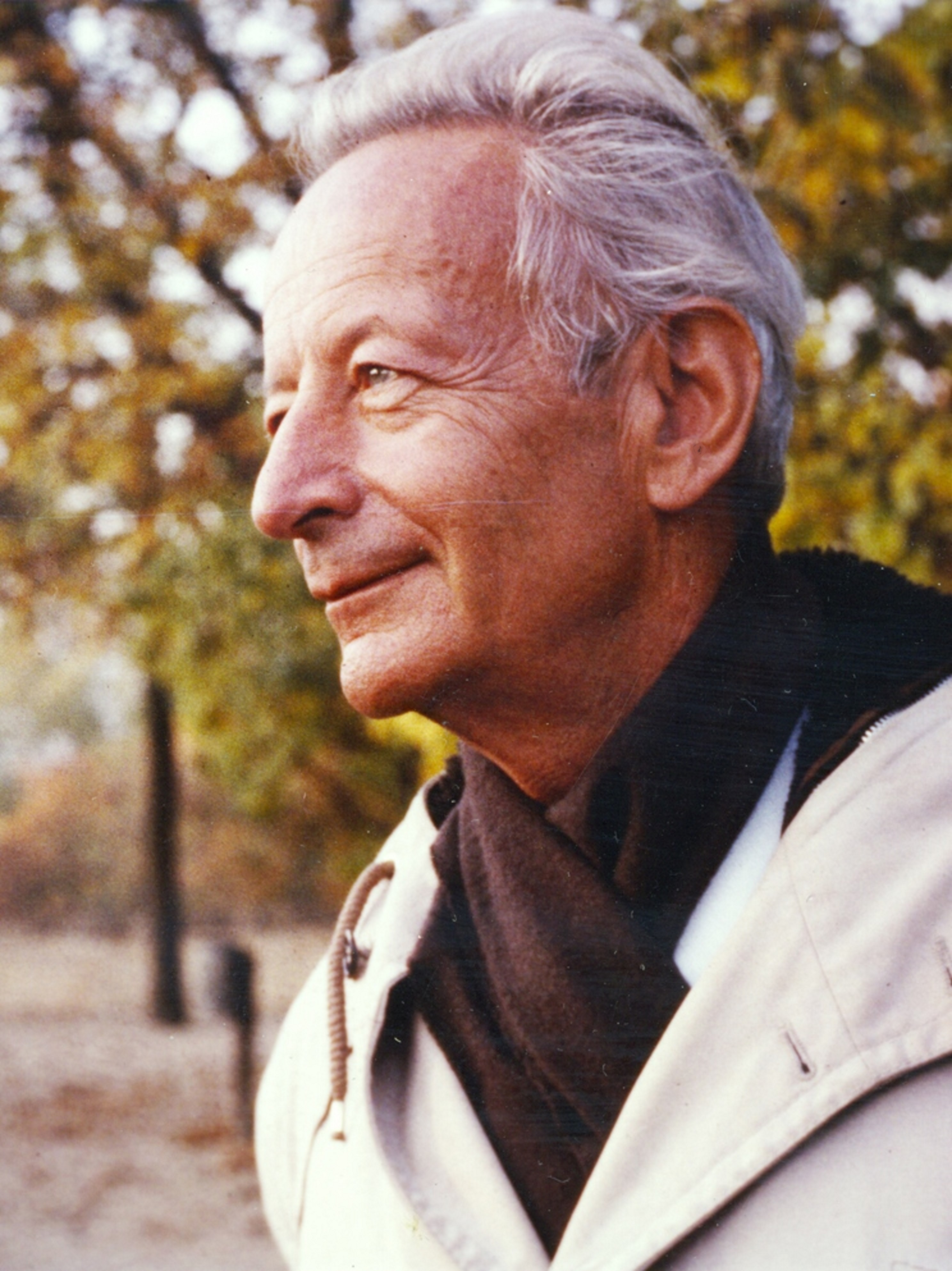
Dieter Wyss (1983)

Dieter Wyss (* 20. Dezember 1923 in Addis Abeba; † 6. Juli 1994 San Carlos, Ibiza) war ein deutscher Psychiater, Psychotherapeut und Ordinarius für Medizinische Psychologie und Psychotherapie an der Julius-Maximilians-Universität Würzburg. Er lehrte eine anthropologische Psychologie und Psychopathologie.

## Leben und Wirken
Dieter Wyss war das jüngste der drei Kinder und der einzige Sohn des Diplomaten und Orientalisten Max Friedrich Weiss und der Schriftstellerin Hedwig Weiss-Sonnenburg. Sein Vater arbeitete in Addis Abeba als deutscher Gesandter, wo Dieter Wyss zur Welt kam und seine frühe Kindheit verbrachte. Wyss studierte Medizin und Philosophie zunächst in Berlin und Rostock und schloss 1948 sein Studium in Heidelberg ab. Anschließend wurde er Assistent Viktor von Weizsäckers und beschäftigte sich mit Psychosomatischer Medizin. Er wurde in anthropologisch orientierter Psychiatrie bei Jürg Zutt ausgebildet. Dann wirkte er als Nervenarzt und Psychotherapeut.
Von 1969 bis 1989 war er Ordinarius für Medizinische Psychologie und Psychotherapie an der Julius-Maximilians-Universität Würzburg und Leiter des zu seiner Zeit zunächst in Kellerräumen des Universitätsgebäudes am Sanderring 2, dann im AOK-Gebäude am Kardinal-Faulhaber-Platz und ab Herbst 1971 in der Klinikgasse (heute Klinikstraße) 3 gelegenen Instituts für Psychotherapie und Medizinische Psychologie, das aus dem Lehrstuhl und seit 1952 so benannten Institut für Anthropologie und Erbbiologie hervorging. Die Grundlagen hierzu schuf Viktor Emil Freiherr von Gebsattel, der 1950 einen Lehrauftrag für Medizinische Psychologie und Psychotherapie erhalten hatte und bis 1960 den ersten Lehrstuhl für Medizinische Psychologie schuf. Der ursprüngliche, von Gebsattel wahrgenommene, Lehrstuhl für Vererbungswissenschaft und Rasseforschung wurde 1965 in den Lehrstuhl für Medizinische Psychologie und Psychotherapie umbenannt.
Wyss war Mitbegründer der Deutschen Gesellschaft für anthropologische und daseinsanalytische Medizin, Psychologie und Psychotherapie. Er war mehrere Jahre deren Präsident und später deren Ehrenpräsident. Er entwickelte das anthropologische Denken weiter, welches er als Mitarbeiter von Viktor von Weizsäcker und als Lehrstuhlnachfolger von Viktor Emil von Gebsattel, dessen anthropologisch-daseinsanalytische Richtung er fortsetzte und durch praktische Therapiemöglichkeiten ergänzt erweiterte, aufgenommen hatte. Wyss hat neben seinen fachwissenschaftlichen Publikationen vier Gedichtbände, ein Buch über den Surrealismus und eine Schrift über die Liebe veröffentlicht. Er starb nach kurzer, schwerer Krankheit in San Carlos auf Ibiza, wohin er sich nach der Emeritierung zurückgezogen hatte. Seine letzte Ruhestätte befindet sich auf dem Südwestkirchhof Stahnsdorf bei Berlin.

## Lehre

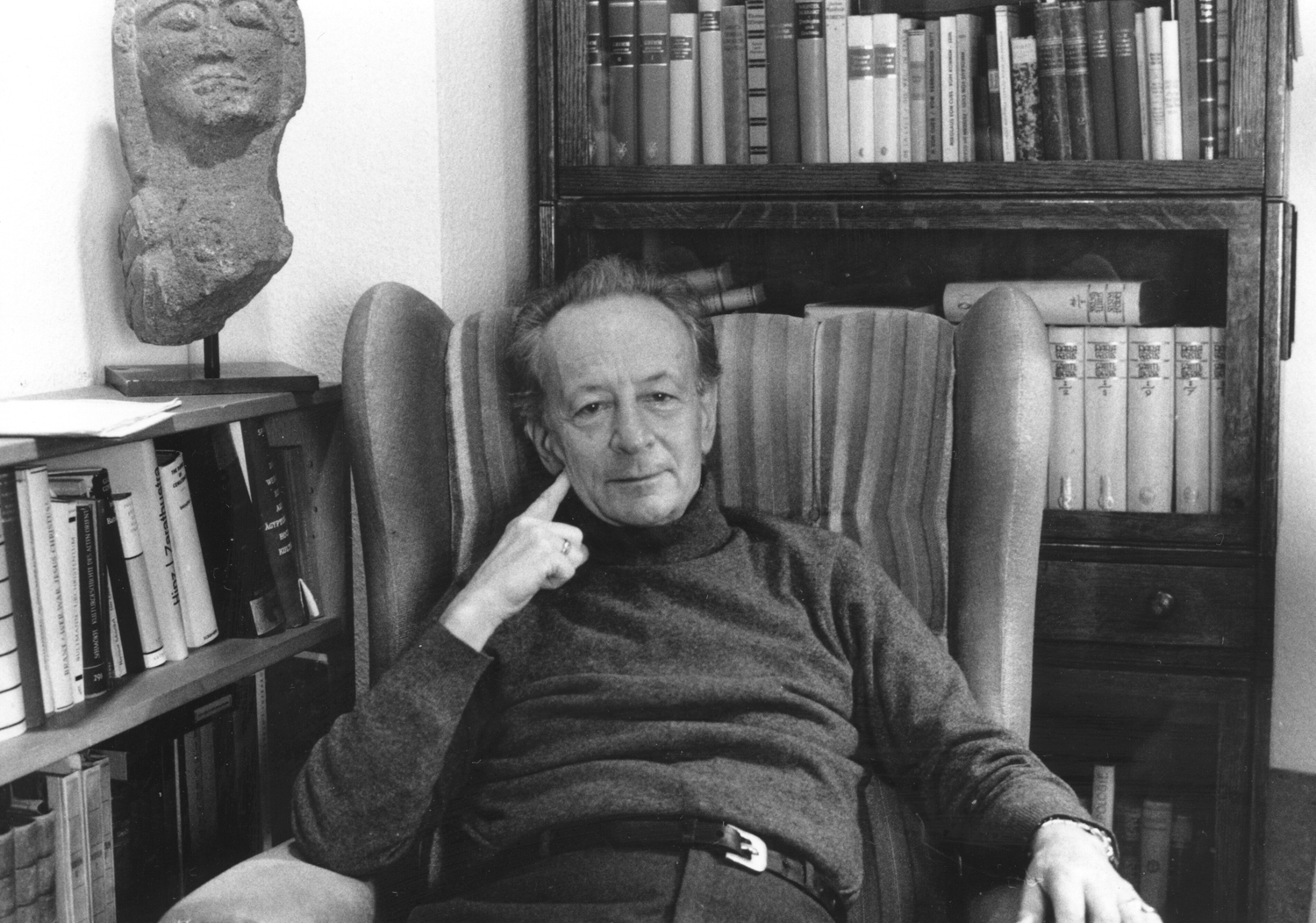
Dieter Wyss in seiner Bibliothek

### Mensch und Welt
Das Leben interpretiert Wyss als auf die Welt, den Menschen und die Gesellschaft bezogenes Sinnganzes: „In der Konstituierung des raum/zeitlichen Bezugs- und Fixpunktes über Zuwendung zur Welt entwirft sich der Mensch in diese. Als Entwurf ist er unfertig, auf Zukunft hin orientiert, dem Möglichen offen wird er zu der Gestalt, die der zeitliche Ablauf seines Lebens nehmen wird. [...] Sich-zeigende Welt und sich-darstellendes Innen sind im Sich-Zeigen und Sich-Darstellen — ob eindeutig oder undeutlich, möglich oder notwendig — von dem Entwurf des Subjekts auf diese hin abhängig. Das Subjekt entscheidet in der Art und Weise seiner Bezugnahme, ob der Horizont der Welt oder der seines Innen generell ein undeutlich-möglicher verbleiben soll oder ob er sich in Einzelheiten deutlich abhebt. Das Mögliche von Welt oder Innen ist damit — nach dem Modell des Wahrnehmungs- und Erkenntnisvorganges — in der Weise ihres Sich-Zeigens von dem Bezugs- und Fixpunkt des Subjekts jeweils bestimmt. Da Sich-Beziehen, Fixieren jedoch immer Festlegung auf das ist, was dem Sich-Beziehenden etwas bedeutet, wird in dem Augenblick, in dem das Subjekt sich perspektivisch entwirft und festlegt, der Umkreis außerhalb des Bezugs- und Fixpunktes wieder zum Horizont des Möglichen. Das Mögliche ist deshalb konstitutive Verfassung von Welt und Innen. Es ist unauflösbar mit der Konstituierung des Subjekts, der Art seiner Zuwendung verbunden. Welt als Mögliche der Möglichkeiten ist [...] der Entwurf auf die Unendlichkeit der Zeit hin, die als aperspektivische Dauer, alles einmal ermöglichen kann.“

### Kommunikation als Kompensation
Gemäß Wyss ist Krankheit das Unvermögen, mit der Welt über die verschiedenen Weisen der Zuwendung und auf den unterschiedlichen Ebenen des „In-der Welt-Seins“ zu kommunizieren, genaugenommen eine Manifestation latenter Dekompensationen. Das Subjekt sieht Wyss als a priori auf Austausch und Kommunikation bezogen. Wyss vertritt die Auffassung, dass „allem Lebendigen ein fundamentaler Mangel zugrunde liege, am radikalsten und deutlichsten beim Menschen. Dieser nicht aufhebbare Mangel habe ein Bedürfnis nach Kommunikation zur Folge: Kommunizierend kompensiere der Mensch den Mangel. Jede Kompensation, jede Befriedigung bleibe freilich nur bruchstückhaft und bedinge eine nicht zu beseitigende Konflikthaftigkeit menschlichen Daseins. Für Wyss ist Kommunikation als Daseinsweise des Menschen ihrem Wesen nach Konflikt, der zu ‚Einschränkungen‘ oder ‚Erweiterungen‘ führen kann. Krankheit ist, von so gesehen, Kommunikationsbeeinträchtigung oder gar Kommunikationsverlust. Eine erfolgreiche Psychotherapie bewirke dagegen eine Kommunikationserweiterung.“

### Desintegration des Menschen
Die Hominiden betrachtet Wyss als Raubaffen. Für das Böse und die Psychopathien des Menschen sieht er eine gemeinsame Wurzel: die „evolutive Desintegration des Menschen“. Diese sei der Grund für den Einbruch und die Wahrnehmung der Transzendenz, aber auch für die Möglichkeit zu Dekompensation in Psychopathien. Die Desintegration zeige sich beim Menschen psychologisch in einander sowohl hemmend-unterdrückenden wie auch sich steigernd-ergänzenden psychischen Strukturen, die den Menschen apriori als konfliktbestimmt erscheinen lassen: des Intellekts gegen die Emotionalität, der Antriebe mit oder gegen Willensimpulse, der Spannung zwischen Emotionalität und Rationalität. Dekompensation sei eingetreten, „wenn das Maß (Gleichgewicht) des leibhaften und subjektiv-individuellen Verhaltens und das der zum Leib und Subjekt sich verhaltenden Welt Austausch und/oder Kommunikation zwischen beiden nicht mehr trägt, wenn es zusammenbricht“.
Der Mensch sei ein mangelhaft kompensierter, desintegrierter höherer Raubaffe. Er schaffe „im Vollzug seiner Entwicklung seine Arbeit- und Kulturwelten und ihre ubiquitär zur Einseitigkeit und damit zu Krankheit (Psychopathie) verführende wie sie auch ermöglichende Struktur: z. B. in einer angstbezogenen Orientierung, in einer narzißtischen Leibbezogenheit, in einem exorbitanten Leistungsanspruch.“ Für die von Wyss gelehrte Psychopathologie sind Herrsch- und Rachsucht ebenso relevant wie ein einseitiger, das Leben bestimmender Leistungsbezug oder ideologischer Orientierungsbezug. Die Einseitigkeit eines extremen Leistungsbezugs setze jedoch die Motivation durch eine andere oder auch mehrere Suchten voraus. So setze der extreme Leistungsbezug die Herrschsucht voraus. Eine spezifisch ideologische Orientierung sei häufig mit Geltungs- oder Herrschsucht verschränkt. Beide Formen der Einseitigkeit gründen nach Wyss in Selbstsucht.

### Der Idealtypus des Gesunden
Nach Wyss zeichnet sich der Gesunde durch die Möglichkeit aus, in verschiedenen Beziehungen existieren und auf mehreren Ebenen kommunizieren zu können. Den Idealtypus des Gesunden gebe es in der Realität nur als mögliche Annäherung. Den Gesunden erkenne man an der Flexibilität zwischen dem Vermögen zur Selbstbehauptung und Anpassung. In sozialen Antrieben verhalte er sich Du-zugewandt, ohne dem anderen zu verfallen oder ihn manipulieren zu wollen. Er sei weder haltlos seinen Trieben ausgeliefert, noch unterliege sein Leben einer einseitigen Triebrichtung. Der Gesunde ist nach Wyss „in der Lage, der sozial und von der Struktur des In-der-Welt-Seins bedingten Selektion der Antriebe zu folgen, d. h., er vermag zu verzichten, ohne über den Verzicht resignativ zu vereinsamen. Er ist weder einseitig intellektuell vom Leben abgewandt, noch einseitig willensbezogen. Willen, Handeln und in die sich zeigende, wahrgenommene Welt einzugreifen, korrespondieren für ihn miteinander. Sein Handeln läßt er nicht von (idealen) Erwartungen leiten, mit denen er sich selbst und seine Umwelt stets zu deren ausschließlichem Nachteil kritisiert. Er ist sich der Grenzen der Verwirklichung jedes Ideals bewußt, wie er auch weiß, daß eine Wiederherstellung der verlorenen, primären Identität nicht möglich ist, daß jede Identitätssuche den Charakter des Wahns hat: Identität, als das mit sich selbst Gleiche nur in der Logik, nicht aber im Leben vorgefunden wird.“ In der Zuwendung zur Welt über Wünschen und Fühlen sei der Gesunde weder im Glauben an die Omnipotenz seines Wünschens befangen, noch habe er alle Wünsche resignativ-apathisch aufgegeben. Er wisse seine Wünsche mit der jeweiligen gesellschaftlichen Realität in Übereinstimmung zu halten und nicht zu wünschen, was unmöglich sei. Im Fühlen sei der Gesunde intensiv in der Lage, sich selbst wie auch die Welt und den anderen zu erfühlen, wahrzunehmen, sich dem Fühlen zu überlassen, ohne jedoch in Gefühlsschwelgerei zu versinken. „Seine Befindlichkeiten sollten kontrollierbar sein, er sollte sich aber von ihnen nicht völlig unbeeinflußt halten, da sie Bestandteil seines erlebenden In-der-Welt-Seins sind. Er weiß um die Möglichkeit des Möglichen, seiner irrationalen Einbrüche, ohne es zu fürchten oder sich in vorsorgend übertrieben-ängstlicher Weise dagegen schützen zu wollen. Zu- und Abwendung der Welt und den Menschen gegenüber erfolgen im Einklang mit der sich zeigenden Welt und der fühlenden Wahrnehmung derselben, d. h., durchaus auch von Sympathie und Antipathie geleitet, ohne daß diese sein Handeln und Erkennen ausschließlich bestimmten, vielmehr stimmen sie sich mit seinem Urteilsvermögen ab.“ Die Beziehung des Gesunden zum Leib und zum Eros sei freundlich und wertpositiv. „Er weiß, daß die positive Beziehung zum Leib eine Beziehung zu der zeugend-schöpferischen ‚Da-Seins-Macht‘ ist, die ihm, über das Vermögen Maß zu halten, Produktivität, Phantasie und Differenzierung menschlicher Beziehungen auch im Spiel ermöglichen.“

## Veröffentlichungen

### Wissenschaftliche Schriften (Auswahl)
- Der Surrealismus. Eine Einführung und Deutung surrealistischer Literatur und Malerei. Verlag Lambert Schneider, Heidelberg 1949, ²1950.
- (mit Viktor von Weizsäcker) Zwischen Medizin und Philosophie. Vandenhoeck & Ruprecht, Göttingen 1957.
- Die tiefenpsychologischen Schulen von den Anfängen bis zur Gegenwart. Entwicklung, Probleme, Krisen. Vandenhoeck & Ruprecht, Göttingen 1961 (6. ergänzte Auflage. ebenda, 1991, ISBN 3-525-45731-6)
- Strukturen der Moral. Vandenhoeck & Ruprecht, Göttingen 1968. – 2. Aufl. 1970.
- Marx und Freud. Ihr Verhältnis zur modernen Anthropologie. Vandenhoeck & Ruprecht, Göttingen 1969.
- Lehrbuch der medizinischen Psychologie und Psychotherapie für Studierende. Vandenhoeck & Ruprecht, Göttingen 1971.
- Beziehung und Gestalt. Entwurf einer anthropologischen Psychologie und Psychopathologie.  Vandenhoeck & Ruprecht, Göttingen 1973.
- Lieben als Lernprozeß.  Vandenhoeck & Ruprecht, Göttingen 1975.
- Mitteilung und Antwort. Untersuchungen zur Biologie, Psychologie und Psychopathologie der Kommunikation. Vandenhoeck & Ruprecht, Göttingen 1976.
- Zwischen Logos und Antilogos. Untersuchungen zur Vermittlung von Hermeneutik und Naturwissenschaften.Vandenhoeck & Ruprecht, Göttingen 1980.
- Der Kranke als Partner. Lehrbuch der anthropologische-integrativen Psychotherapie. 2 Bände, Vandenhoeck & Ruprecht, Göttingen 1986.
- Neue Wege in der psychosomatischen Medizin. 3 Bände:
  - Band 1: Vom zerstörten zum wiederentdeckten Leben. Kritik der modernen Biologie. Vandenhoeck & Ruprecht, Göttingen 1986.
  - Band 2: Erkranktes Leben – erkrankter Leib. Von einer organismusgerechten Biologie zur psychosomatischen Pathophysiologie. Vandenhoeck & Ruprecht, Göttingen 1986.
  - Band 3: Der psychosomatisch Kranke. Zwischen Krisen und Scheitern. Vandenhoeck & Ruprecht, Göttingen 1987.
- Traumbewußtsein? Vandenhoeck & Ruprecht, Göttingen 1988, ISBN 3-525-45695-6.
- Psychologie und Religion. Untersuchungen zur Ursprünglichkeit religiösen Erlebens. Königshausen & Neumann, Würzburg 1991.
- Die Philosophie des Chaos oder das Irrationale. Die Bestimmung des Menschen in einer irrationalen Welt. Königshausen & Neumann, Würzburg 1992.
- Kain. Eine Phänomenologie und Psychopathologie des Bösen. Dokumente und Interpretation. Königshausen & Neumann, Würzburg 1997.

### Belletristische Werke (Auswahl)
- Tanz durch Infrarot. Lambert Schneider, Heidelberg 1953.
- Schlafende Sonnen. Eremiten-Presse, Frankfurt/Main 1953.
- Nadir. Lambert Schneider, Heidelberg 1968.
- Die Irrfahrt im Zyklon. Mit 19 Linoldrucken von Rudolf Scharpf. Lambert Schneider, Heidelberg 1983.
- Einstein rettet die Welt. Surreal durch Wissenschaft und Politik. Königshausen & Neumann, Würzburg 1994.